# Viola patrinii
Viola patrinii är en violväxtart som beskrevs av Dc.. Viola patrinii ingår i släktet violer, och familjen violväxter. Inga underarter finns listade i Catalogue of Life.

## Bildgalleri

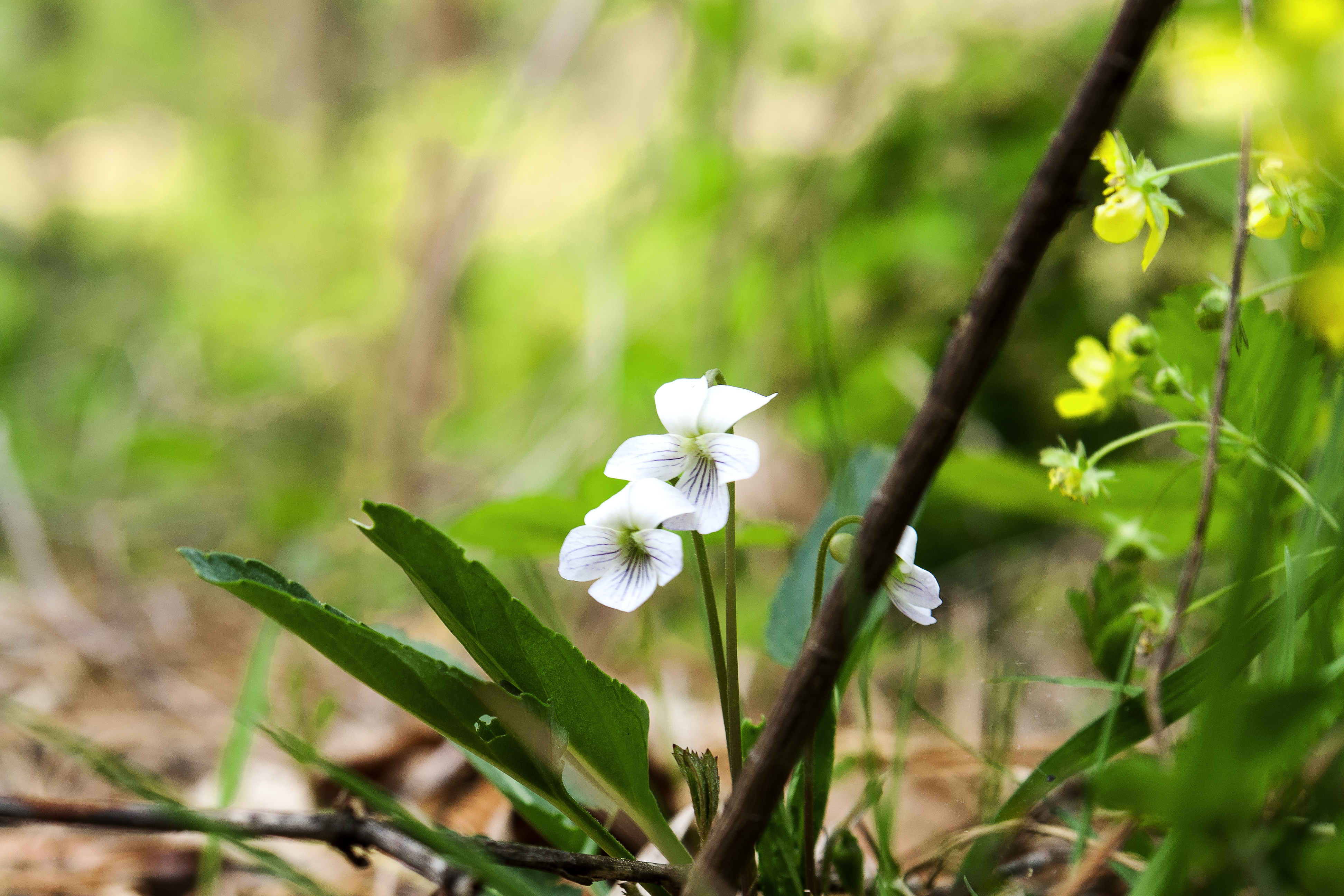
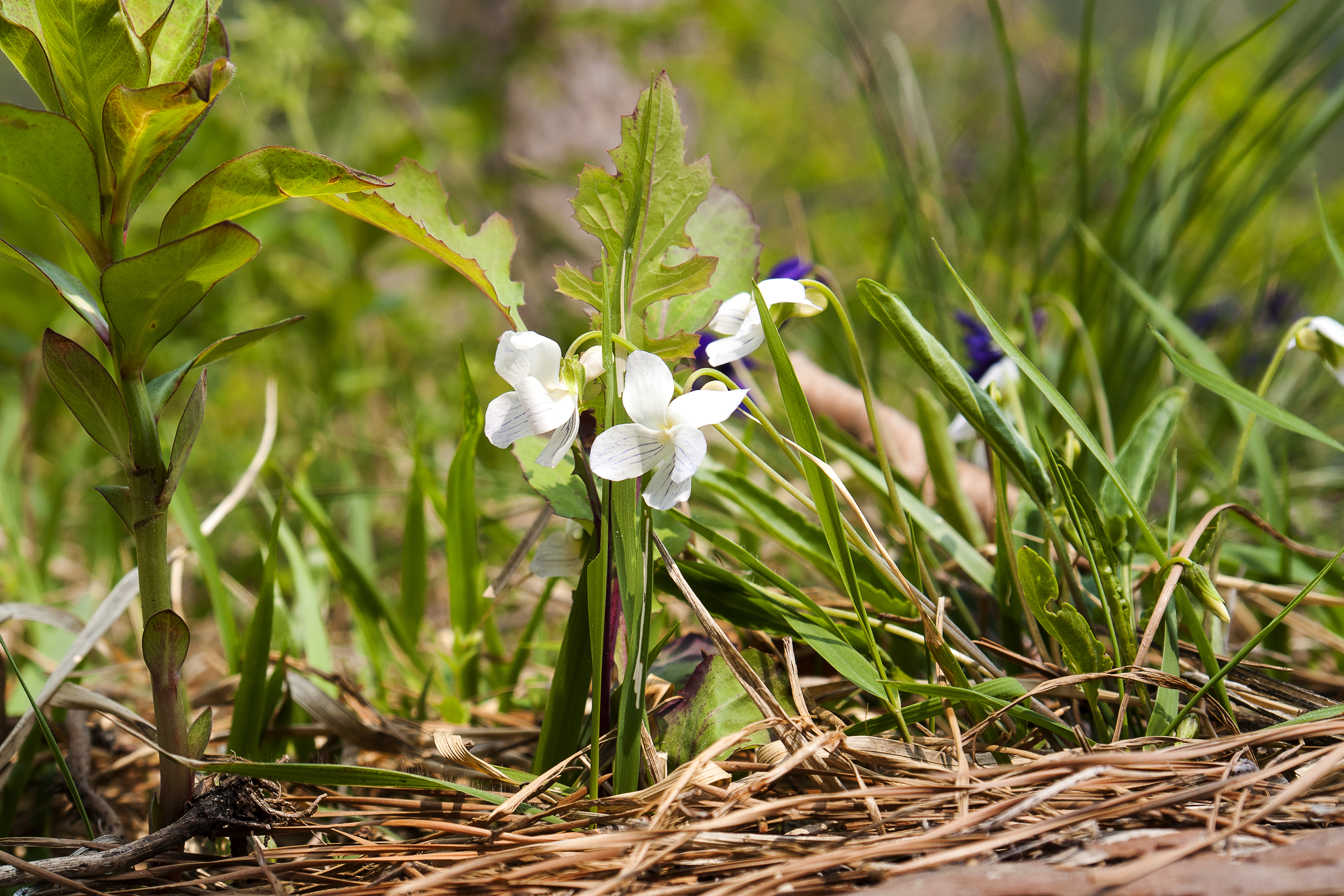